# Tropocyclops federensis
Tropocyclops federensis é uma espécie de crustáceo da família Cyclopidae.
É endémica do Brasil.
Os seus habitats naturais são: lagos de água doce.